# Liste von Persönlichkeiten der Stadt Mumbai
Dies ist eine Liste bekannter Persönlichkeiten, die in der indischen Stadt Mumbai (bis 1996 Bombay) geboren wurden.

## 19. Jahrhundert

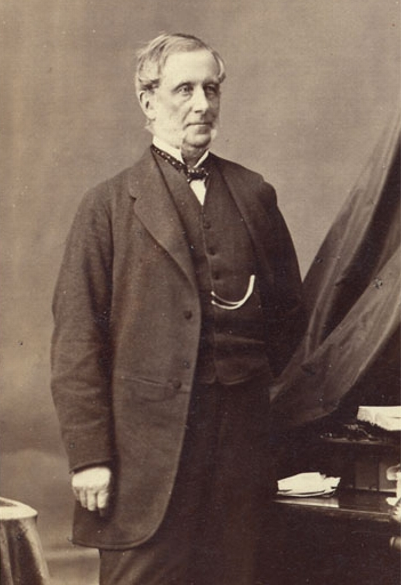
John Young
(1807–1876)

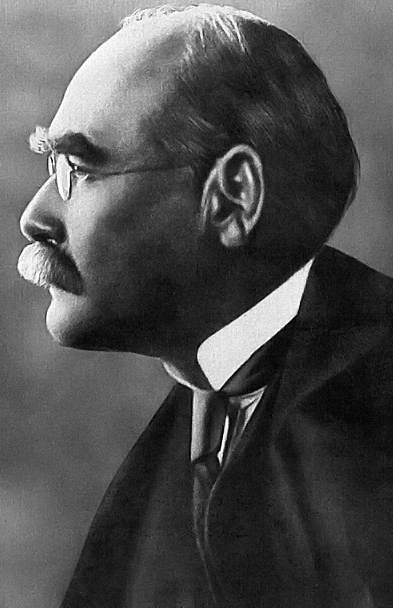
Rudyard Kipling
(1865–1936)

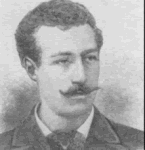
Launceston Elliot
(1874–1930)

- John Young, 1. Baron Lisgar (1807–1876), britischer Kolonialbeamter und der zweite Generalgouverneur von Kanada
- Dadabhai Naoroji (1825–1917), Politiker
- Johann Georg Volkart (1825–1861), Schweizer Kaufmann und Unternehmer
- Emil Usteri (1839–1914), Schweizer Jesuit und Hochschullehrer in Bombay
- Harry Jefferson (1849–1918), britischer Regattasegler
- Rachel Beer (1858–1927), britische Journalistin, Redakteurin und Zeitungsverlegerin
- Vishnu Narayan Bhatkhande (1860–1936), Musikwissenschaftler
- Arthur Edwin Kennelly (1861–1939), US-amerikanischer Elektroingenieur
- Rudyard Kipling (1865–1936), britischer Schriftsteller, Nobelpreisträger für Literatur
- Launceston Elliot (1874–1930), schottischer Sportler
- Bahman Pestonji Wadia (1881–1958), Theosoph und Schriftsteller
- Mangaldas Mancharam Pakvasa (1882–1968), Politiker
- Osbert Crawford (1886–1957), englischer Archäologe
- Jerusha Jhirad (1891–1984), Medizinerin
- Nisargadatta Maharaj (1897–1981), Philosoph und Schriftsteller
- Sohrab Modi (1897–1984), Filmregisseur und Schauspieler
- Srikrishna Narayan Ratanjankar (1899–1974), Sänger, Musikwissenschaftler und -pädagoge

## 20. Jahrhundert

### 1901–1930

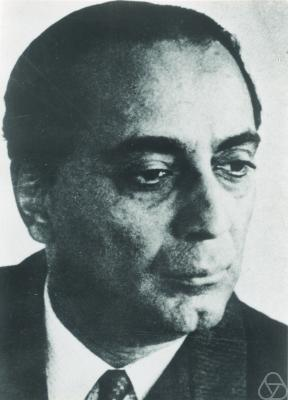
Homi Jehangir Bhabha
(1909–1966)

- Chandrakala A. Hate (1903–1990), indische Soziologin, Autorin, Feministin und Hochschullehrerin
- Torin Thatcher (1905–1981), britischer Film- und Theaterschauspieler
- Vivian Anthony Dyer (1906–1962), römisch-katholischer Geistlicher, Erzbischof von Kalkutta
- Terence Hanbury White (1906–1964), Schriftsteller
- Homi Jehangir Bhabha (1909–1966), indischer Physiker parsischer Abstammung
- Merle Oberon (1911–1979), anglo-indische Schauspielerin
- Longinus Gabriel Pereira (1911–2004), römisch-katholischer Weihbischof in Bombay
- Feroze Gandhi (1912–1960), Politiker und Journalist
- Bapoo Malcolm (1912–1982), Radrennfahrer
- Perin Jamsetjee Mistri (1913–1989), Architektin
- Ramesh Balsekar (1917–2009), Philosoph und Schriftsteller
- Joseph Cordeiro (1918–1994), römisch-katholischer Erzbischof von Karatschi und Kardinal
- Burjor Khurshedji Karanjia (1919–2012), Filmjournalist, Filmfunktionär und Buchautor
- Francis Leo Braganza (1922–2011), römisch-katholischer Bischof von Baroda
- Vishnu Govind Jog (1922–2004), Geiger
- Nissim Ezekiel (1924–2004), Dichter, Dramatiker und Literaturkritiker
- Keshav Sathe (1928–2012), Tablaspieler
- Pallonji Mistry (1929–2022), indisch-irischer Unternehmer
- Herbert Alphonso (1930–2012), Jesuitenpriester
- Jeannette Altwegg (1930–2021), britische Eiskunstläuferin

### 1931–1940

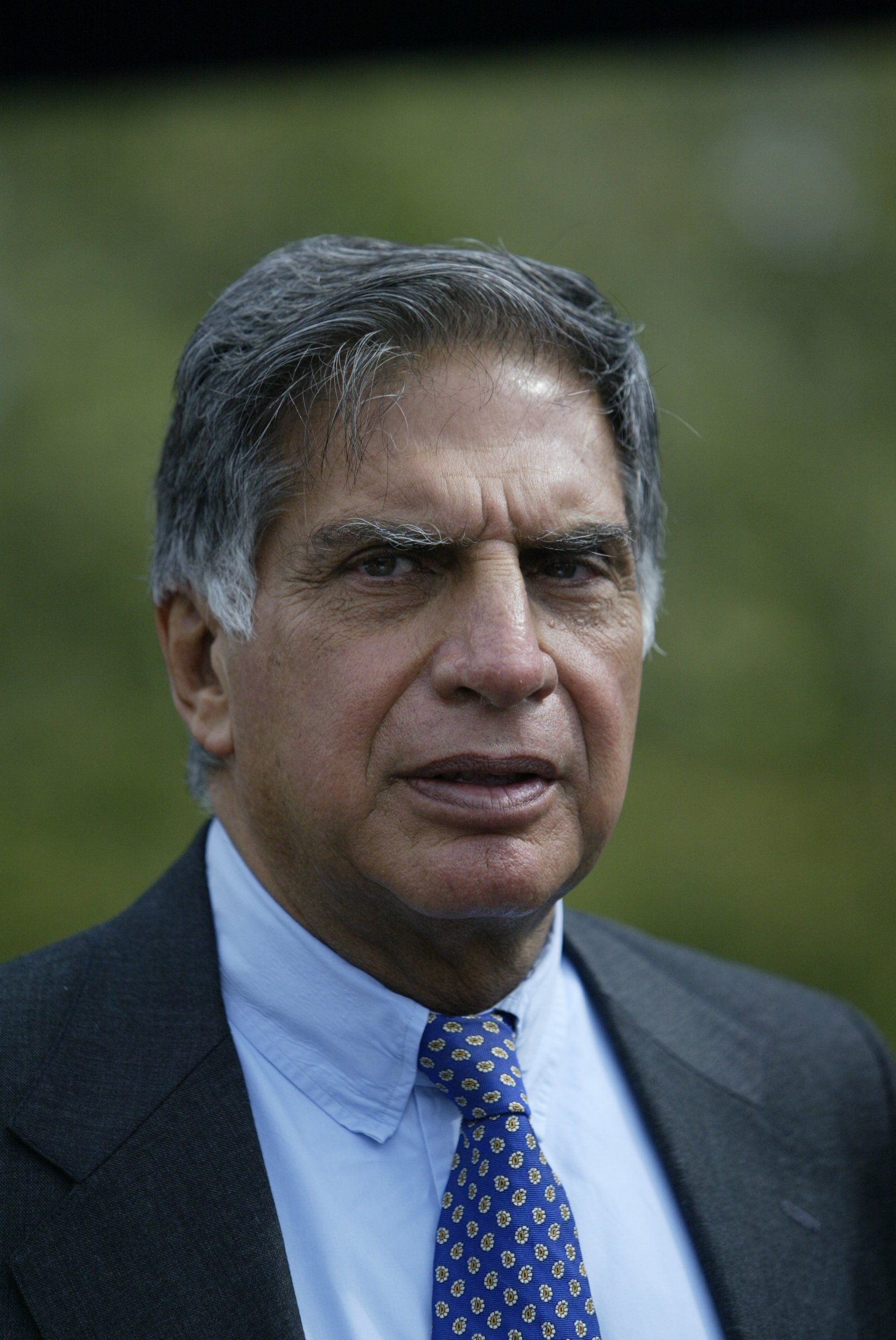
Ratan Tata
(1937–2024)

- Shammi Kapoor (1931–2011), Schauspieler
- Anthony de Mello (1931–1987), Jesuitenpriester und spiritueller Lehrer
- Meena Kumari (1932–1972), Schauspielerin
- Jagdish Bhagwati (* 1934), Ökonom
- Stig Engström (1934–2000), schwedischer Hauptverdächtiger im Mordfall Olov Palme
- Baloo Gupte (1934–2005), Cricketspieler
- Ivan Dias (1936–2017), Kurienkardinal der römisch-katholischen Kirche
- Amancio D’Silva (1936–1996), Jazzmusiker und Komponist
- Zubin Mehta (* 1936), Dirigent
- Ismail Merchant (1936–2005), indisch-britischer Filmproduzent
- Nutan, bürgerlicher Name Nutan Samarth (1936–1991), Schauspielerin
- Bosco Penha (* 1937), Priester und Weihbischof in Bombay
- Ratan Tata (1937–2024), Manager
- Mark Birdwood, 3. Baron Birdwood (1938–2015), britischer Peer und Politiker
- Sanjeev Kumar (1938–1985), Schauspieler
- Dom Moraes (1938–2004), Schriftsteller und Poet

### 1941–1950

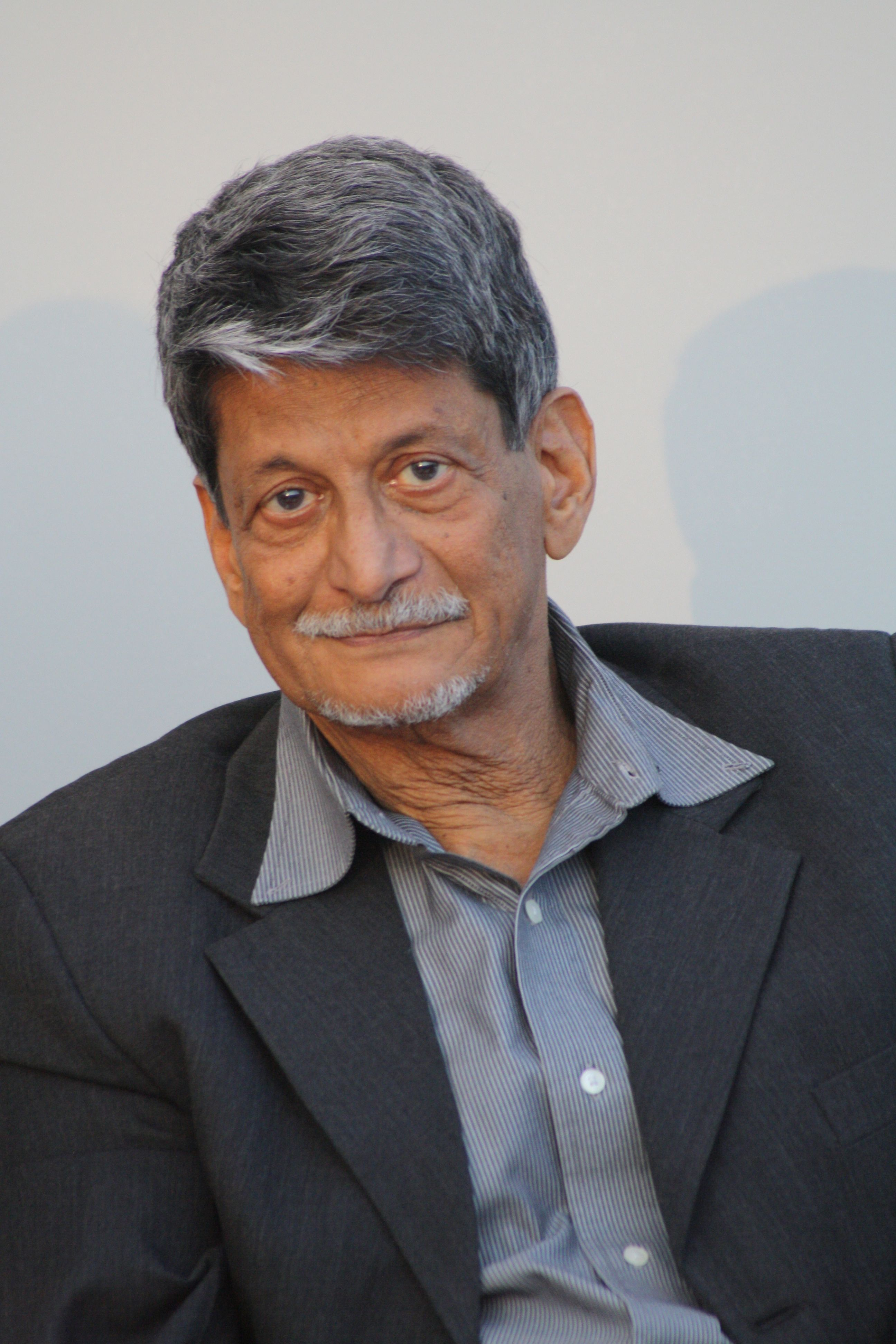
Kiran Nagarkar
(1942–2019)

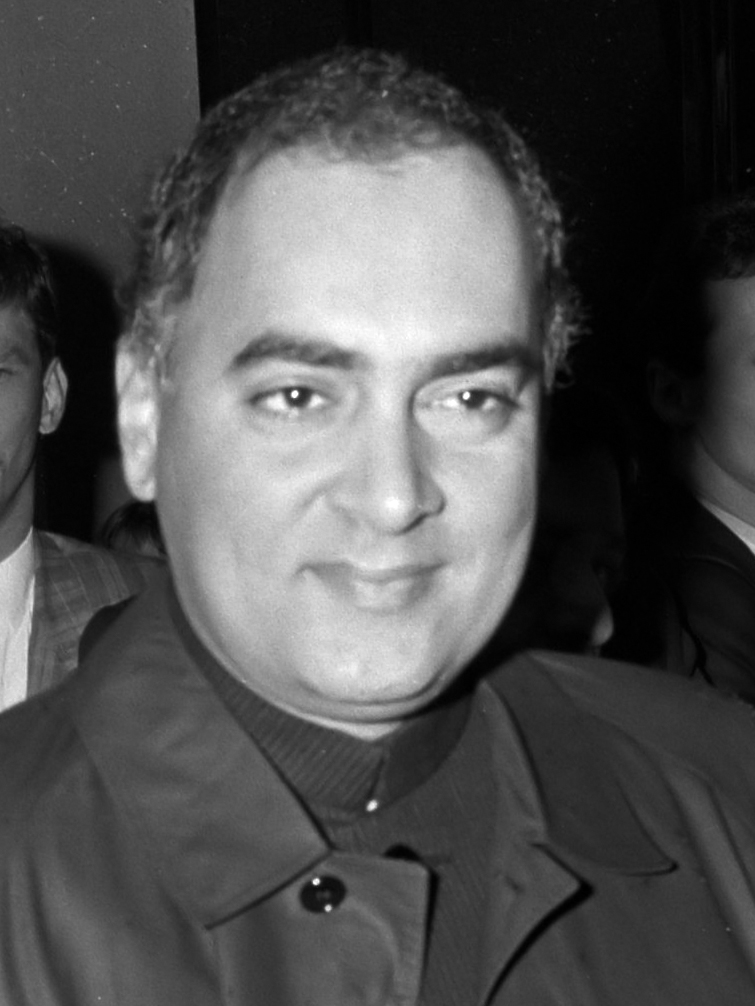
Rajiv Gandhi
(1944–1991)

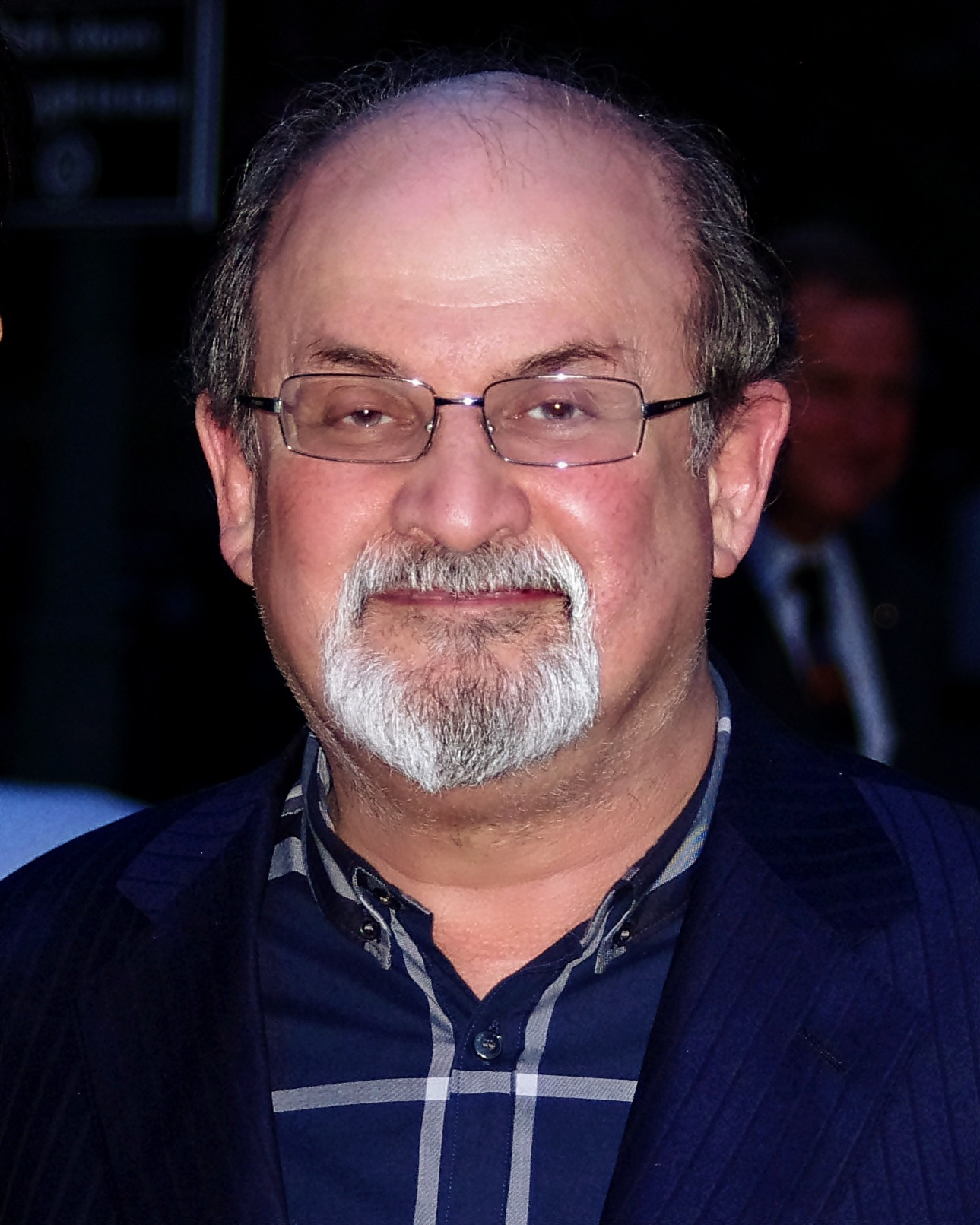
Salman Rushdie
(* 1947)

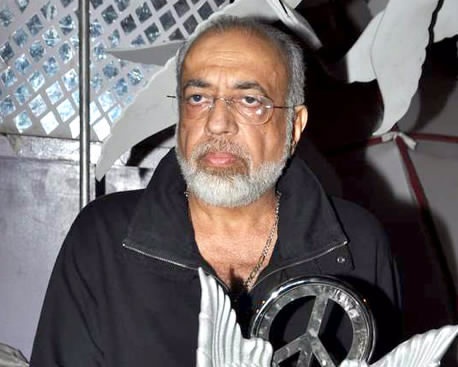
Jyoti Prakash Dutta
(* 1949)

- Jeetendra (* 1942), Schauspieler und Filmproduzent
- Kiran Nagarkar (1942–2019), Schriftsteller
- Dinshaw Patel (* 1942), US-amerikanischer Chemiker, Biophysiker und Hochschullehrer indischer Herkunft
- Rolf Edling (* 1943), schwedischer Fechter
- Mangala Narlikar (1943–2023), Mathematikerin
- Avinash Dixit (* 1944), US-amerikanischer Wirtschaftswissenschaftler
- Rajiv Gandhi (1944–1991), Premierminister von Indien von 1984 bis 1989
- Oswald Gracias (* 1944), römisch-katholischer Erzbischof von Mumbai
- Pamela Salem (1944–2024), britische Schauspielerin
- Sudhir Naik (1945–2023), Cricketspieler
- Azim Premji (* 1945), Unternehmer
- Meher Pestonji (* 1946), Schriftstellerin und Menschenrechtlerin
- Ashwin Raman (* 1946), deutscher Reporter und Dokumentarfilmer indischer Herkunft
- Kiran Ashar (1947–2017), Cricketspieler
- Prakash John (* 1947), indisch-kanadischer Musiker
- Salman Rushdie (* 1947), indisch-britischer Schriftsteller
- Garth Watt-Roy (* 1947), britischer Gitarrist, Songwriter und Sänger
- Nityanand Haldipur (* 1948), Bansurispieler
- Persis Khambatta (1948–1998), Schauspielerin
- Saroj Khan (1948–2020), Choreographin
- Arjun Appadurai (* 1949), indisch-US-amerikanischer Ethnologe
- Homi K. Bhabha (* 1949), Schriftsteller
- Jyoti Prakash Dutta (* 1949), Filmregisseur und -produzent
- Sunil Gavaskar (* 1949), Cricketspieler
- Rakesh Roshan (* 1949), Filmregisseur und Schauspieler
- Robert Chandran (1950–2008), Unternehmer
- Ashok Gadgil (* 1950), Physiker
- Paresh Rawal (* 1950), Schauspieler und Politiker

### 1951–1960

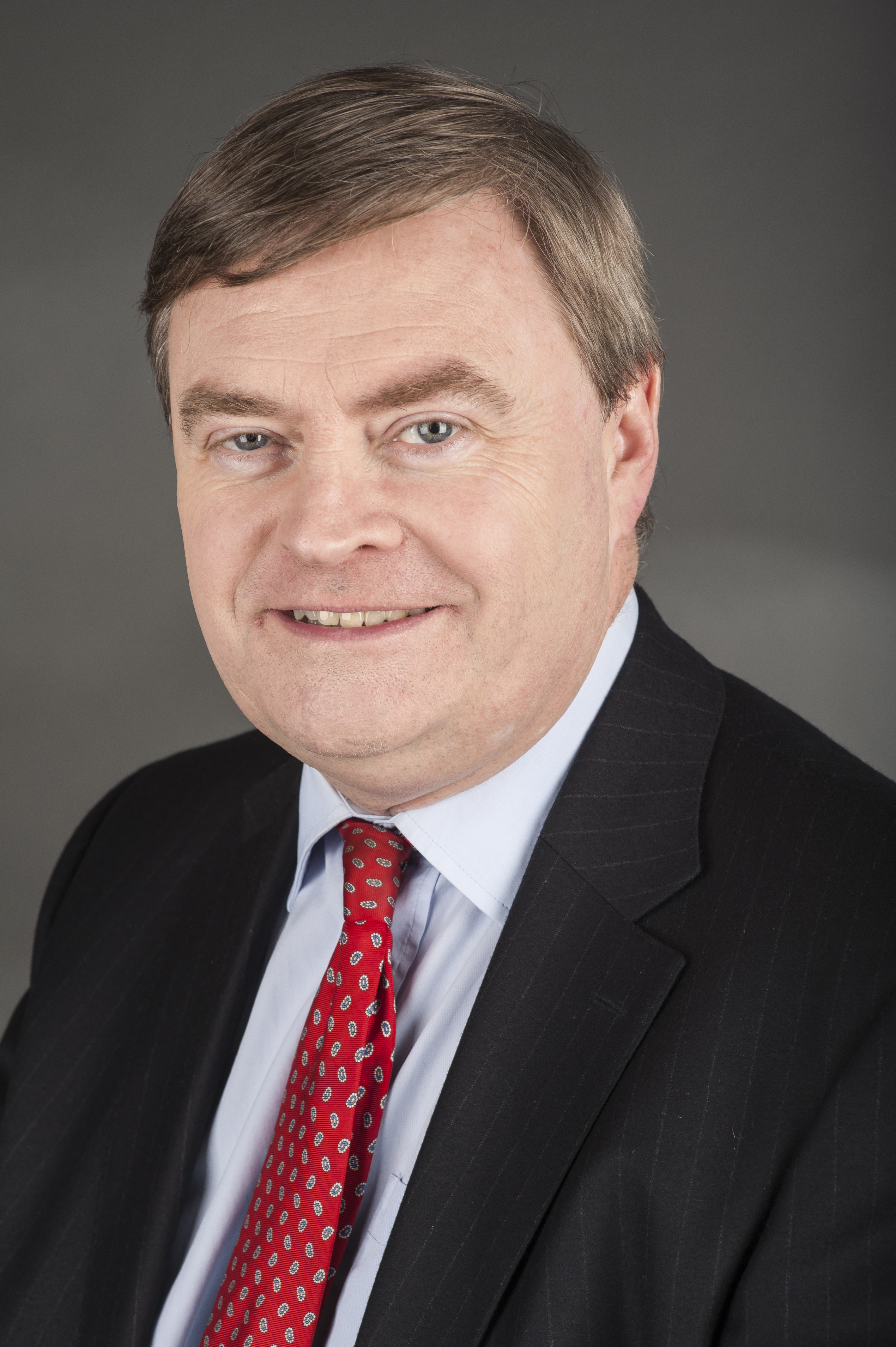
David Campbell Bannerman
(* 1960)

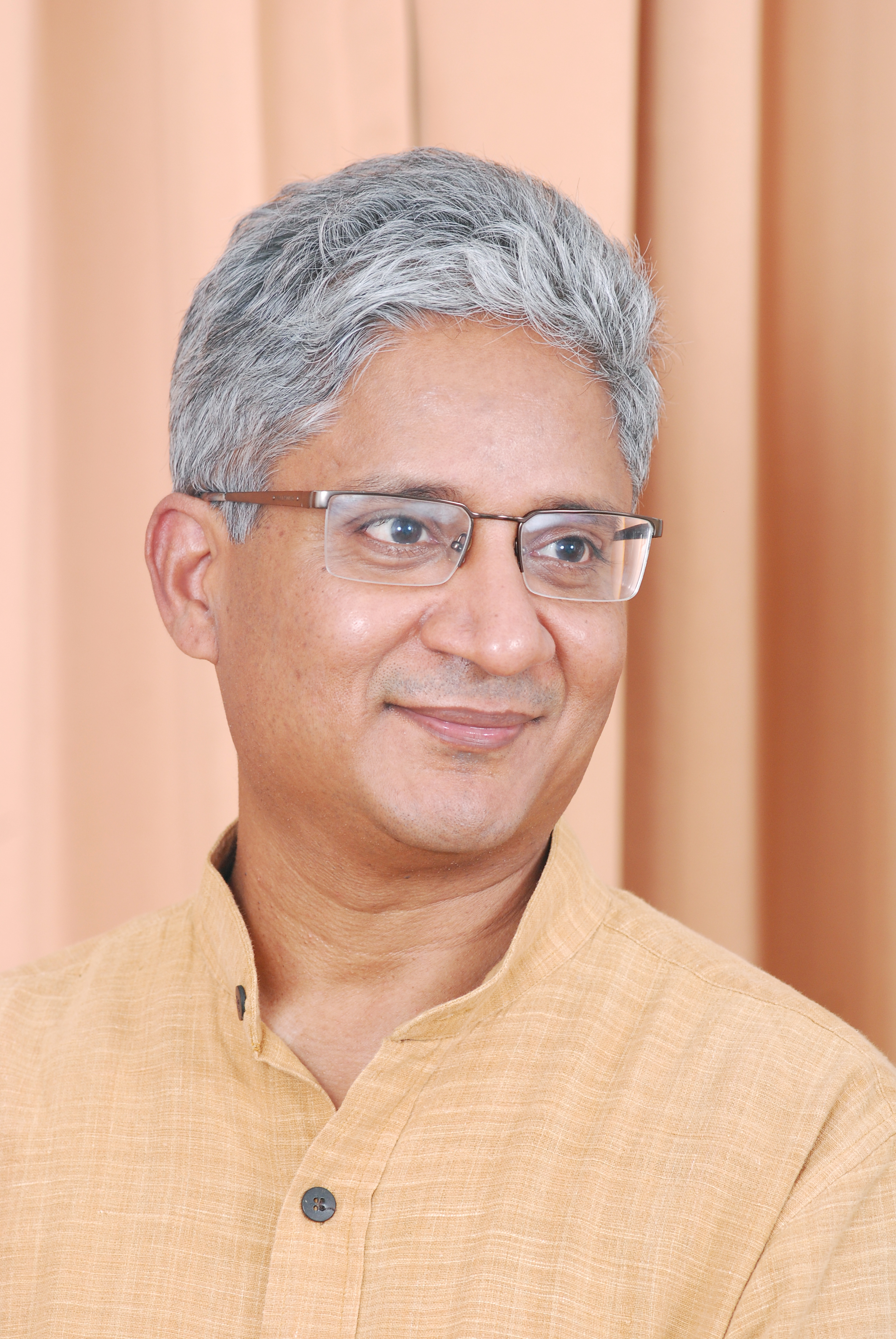
Rajan Sankaran
(* 1960)

- Trilok Gurtu (* 1951), Musiker und Sänger
- Zakir Hussain (1951–2024), Musiker
- Sajid Khan (1951–2023), Schauspieler und Sänger
- Norman Watt-Roy (* 1951), britischer Elektrobassist
- Rishi Kapoor (1952–2020), Schauspieler
- Rohinton Mistry (* 1952), indisch-kanadischer Schriftsteller
- Jeevak Parpia (* 1952), Physiker
- Sheela Patel (* 1952), Aktivistin für Menschenrechte
- Rinaldo Veri (* 1952), italienischer Admiral
- Cletus Colaço (* 1953), Ordenspriester und Soziologe
- Radhakishan Damani (* 1954), Unternehmer und Investor
- Savio Dominic Fernandes (* 1954), römisch-katholischer Weihbischof in Bombay
- Anish Kapoor (* 1954), Bildhauer
- Medha Patkar (* 1954), Ökologin und Bürgerrechtlerin
- Christine Correa (* 1955), Jazzsängerin
- Pankaj Naram (1955–2020), Ayurveda-Arzt
- Anil Kapoor (* 1956), Schauspieler und Produzent
- Sandeep Patil (* 1956), Cricketspieler
- Viji Prakash (* 1956), Tänzerin und Tanzpädagogin
- Subra Suresh (* 1956), indisch-US-amerikanischer Ingenieurwissenschaftler
- Cyrus Todiwala (* 1956), Koch, Fernsehkoch, Gastronom sowie Kochbuchverfasser
- Dhruba Ghosh (1957–2017), Sarangipieler
- Pradeep Khosla (* 1957), Informatiker und Ingenieur
- Jackie Shroff (* 1957), Schauspieler
- Anil Ambani (* 1959), Geschäftsmann
- Sanjay Dutt (* 1959), Schauspieler
- Uday Kotak (* 1959), Milliardär und Bankmanager
- Chetna Sinha (* 1959), Sozialaktivistin
- Manil Suri (* 1959), US-amerikanischer Schriftsteller und Mathematik-Professor indischer Abstammung
- David Campbell Bannerman (* 1960), britischer Politiker
- Anu Malik (* 1960), Komponist
- Kamlesh Mehta (* 1960), Tischtennisspieler und -trainer
- Bharat Ratra (* 1960), Astrophysiker
- Rajan Sankaran (* 1960), Homöopath
- Uddhav Thackeray (* 1960), Politiker

### 1961–1970
- Sumaira Abdulali (* 1961), Umweltschützerin

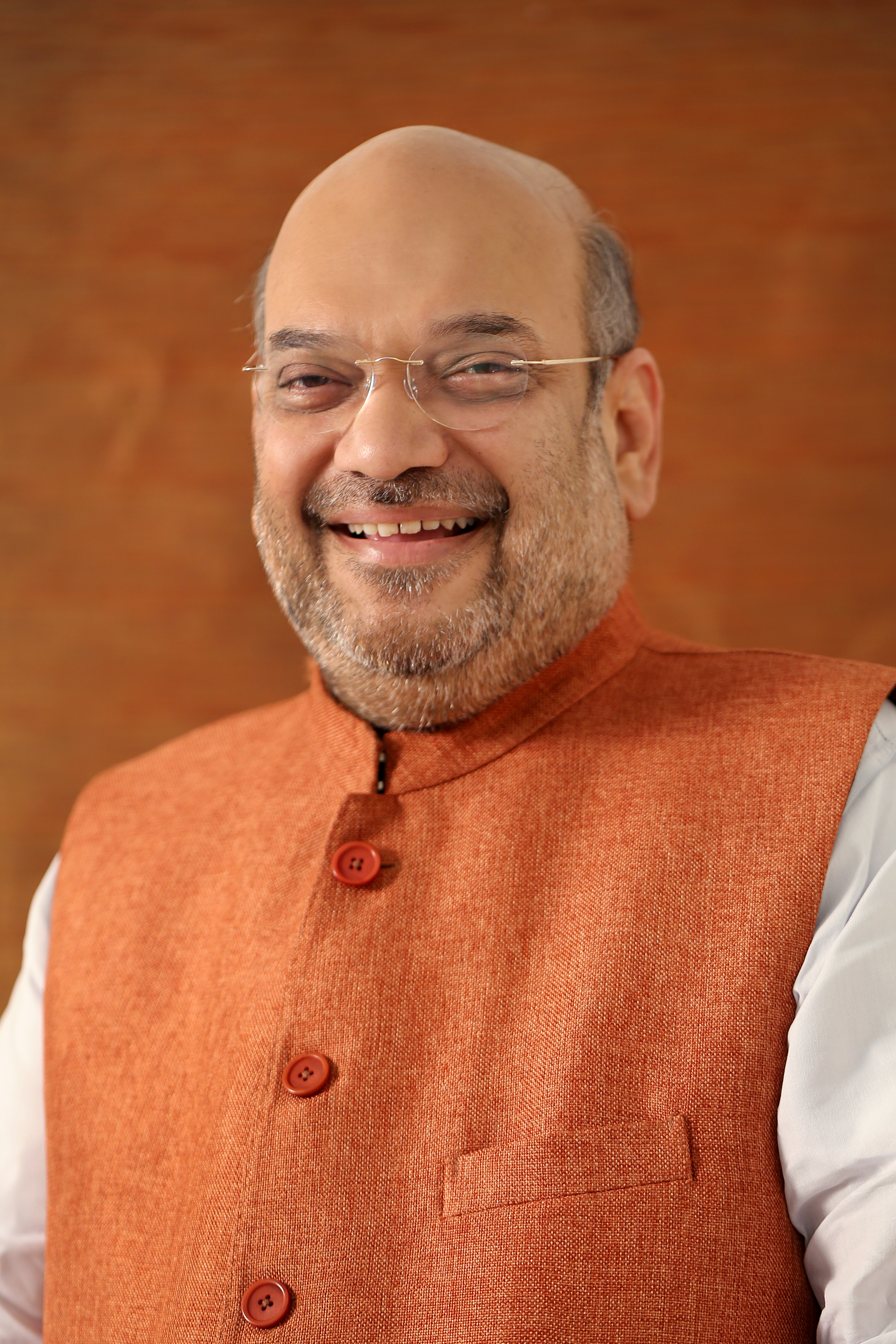
Amit Shah
(* 1964)

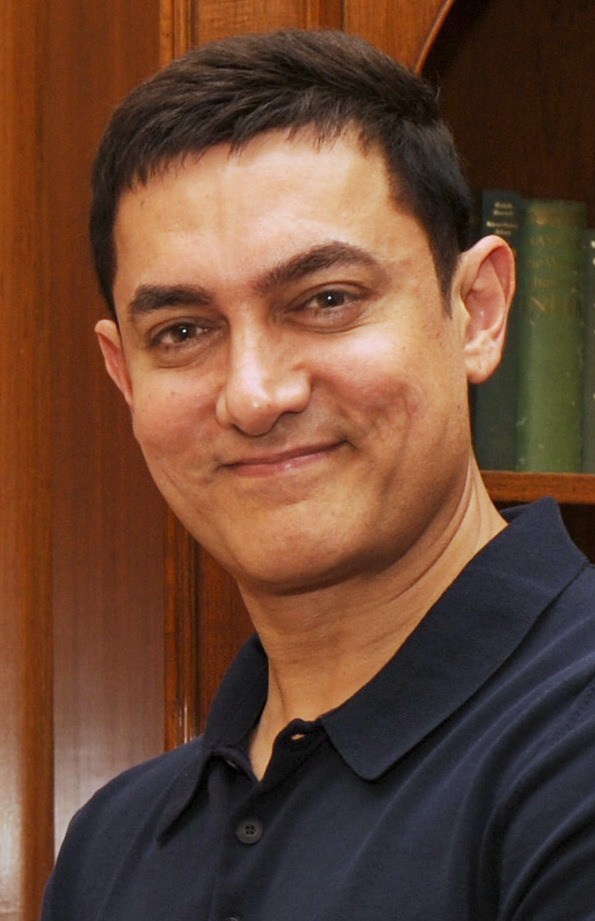
Aamir Khan
(* 1965)

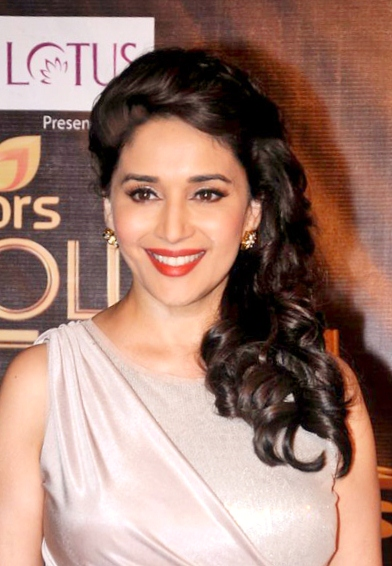
Madhuri Dixit
(* 1967)

- Indira Gurbaxani (1961–2012), Wirtschaftswissenschaftlerin
- Fazal Qureshi (* 1961), Tablaspieler und Komponist
- Taufiq Qureshi (* 1962), Perkussionist und Komponist
- Ravi Shastri (* 1962), Cricketspieler
- Nita Ambani (* 1963), Philanthropin und Sportfunktionärin
- Chandrakant Pandit (* 1964), Cricketspieler
- Amit Shah (* 1964), Politiker
- Fareed Zakaria (* 1964), Journalist
- Fauzia Maria Beg (* 1965), Jazz- und Soulmusikerin
- Sanjay Leela Bhansali (* 1965), Regisseur
- Aamir Khan (* 1965), Schauspieler, Produzent und Filmregisseur
- Farah Khan (* 1965), Regisseurin und Choreographin
- Zakir Naik (* 1965), islamischer Fernsehprediger
- Leela Gandhi (* 1966), Geisteswissenschaftlerin und Hochschullehrerin
- Madhuri Dixit (* 1967), Schauspielerin
- Chandrashekhar Khare (* 1967), Mathematiker
- John Rodrigues (* 1967), römisch-katholischer Geistlicher, Erzbischof von Bombay
- Piet Eckert (* 1968), Schweizer Architekt
- Pervez Mody (* 1968), Konzertpianist
- Arshad Warsi (* 1968), Schauspieler
- Nandita Das (* 1969), Schauspielerin, Filmregisseurin und Autorin
- Ajay Devgan (* 1969), Schauspieler
- David Trim (* 1969), britischer Historiker
- Sohail Khan (* 1970), Schauspieler
- Rohini Kuner (* 1970), deutsche Pharmakologin
- Seema Rao (* 1970), Ausbilderin für militärische Spezialeinheiten und Sachbuchautorin

### 1971–1980
- John Abraham (* 1972), Schauspieler

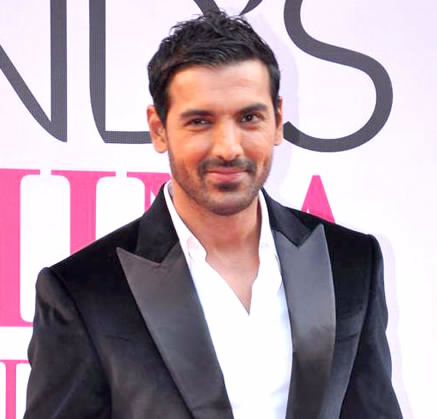
John Abraham
(* 1972)

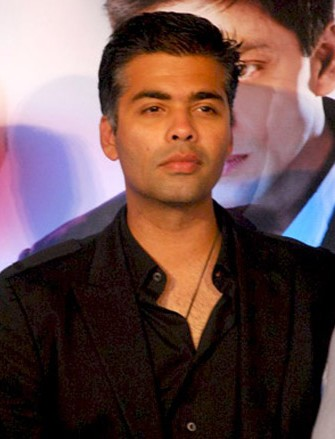
Karan Johar
(* 1972)

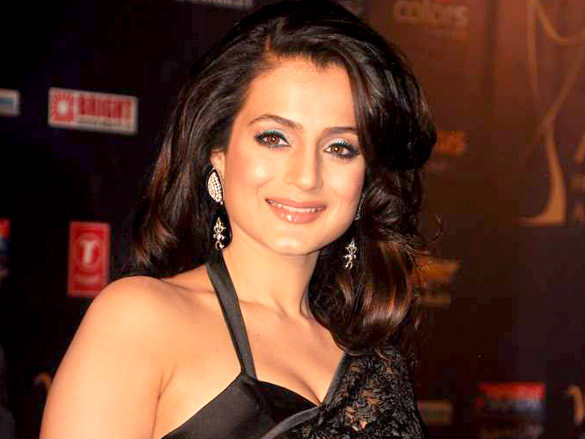
Amisha Patel
(* 1975)

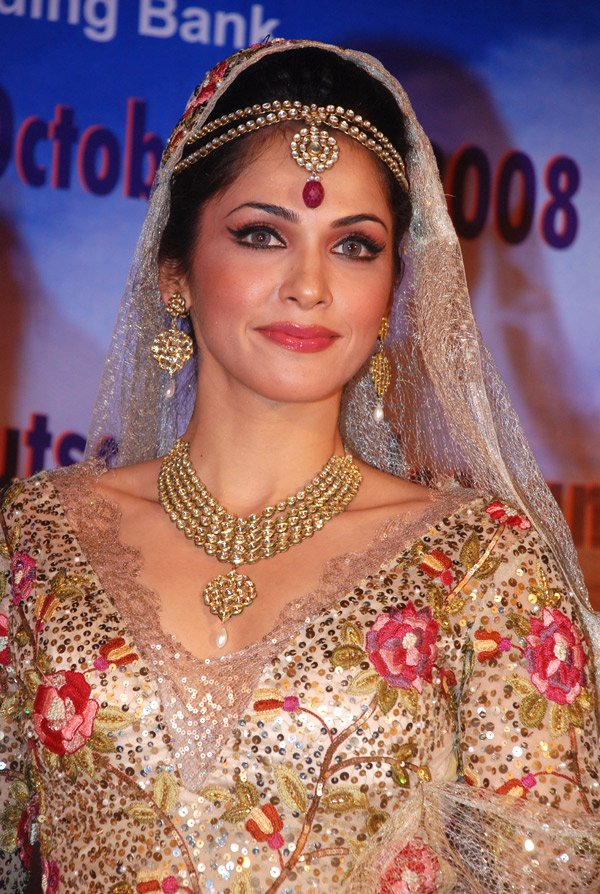
Isha Koppikar
(* 1976)

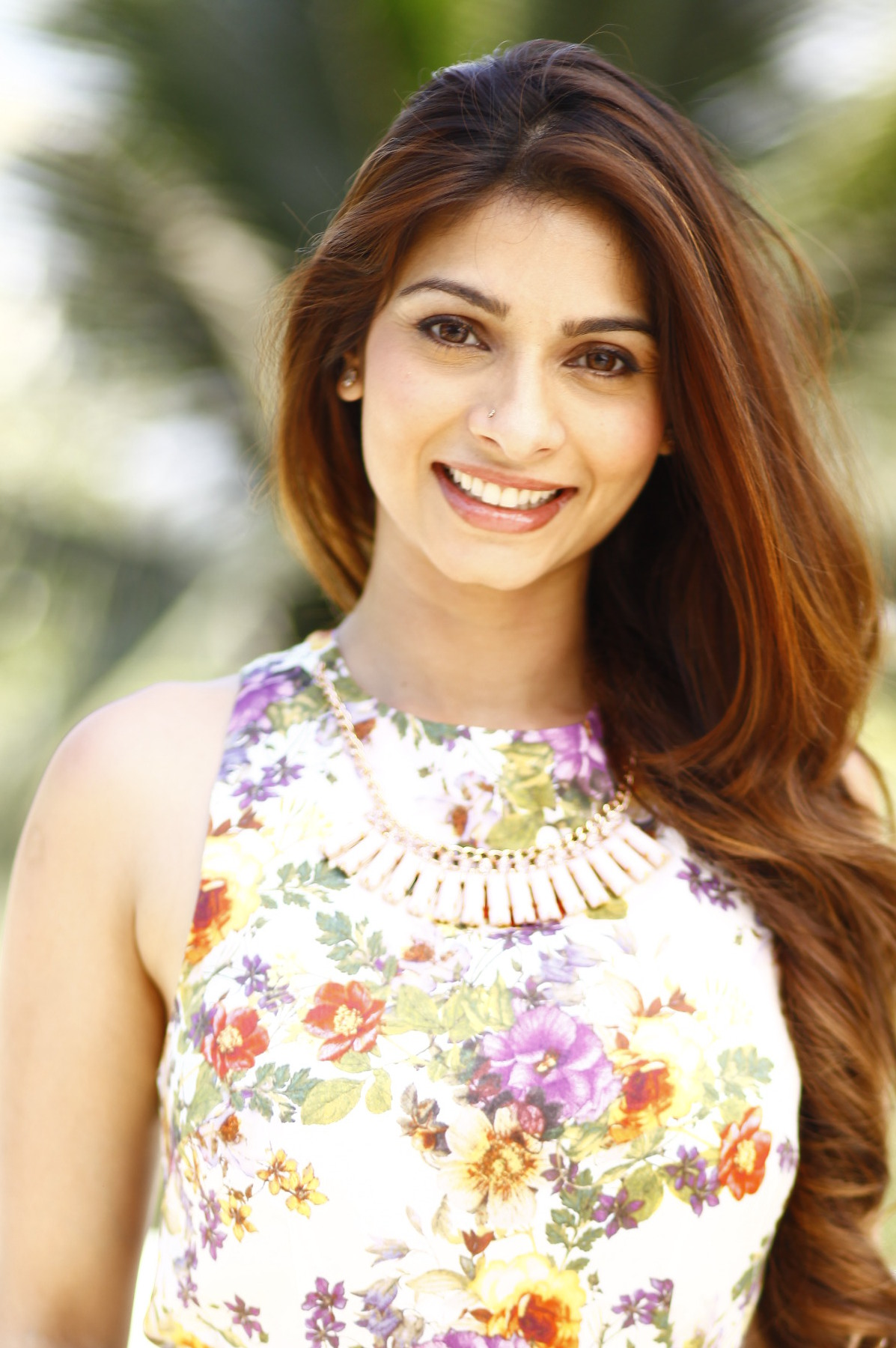
Tanishaa Mukerji
(* 1978)

- Ashim Ahluwalia (* 1972), Filmregisseur und -produzent
- Pooja Bhatt (* 1972), Schauspielerin, Filmproduzentin und Filmregisseurin
- Karan Johar (* 1972), Regisseur
- Vinod Kambli (* 1972), Cricketspieler
- Mamta Kulkarni (* 1972), Schauspielerin und Fotomodell
- Shiraz Minwalla (* 1972), Physiker
- Malaika Arora Khan (* 1973), Model und Schauspielerin
- Sachin Tendulkar (* 1973), Cricketspieler
- Divya Bharti (1974–1993), Schauspielerin
- Kajol, bürgerlicher Name Kajol Devgan-Mukherjee (* 1974), Schauspielerin
- Karisma Kapoor (* 1974), Schauspielerin
- Fardeen Khan (* 1974), Schauspieler
- Hrithik Roshan (* 1974), Schauspieler
- Sonali Bendre (* 1975), Schauspielerin und Model
- Akshaye Khanna (* 1975), Schauspieler
- Sandhya Mridul (* 1975), Schauspielerin
- Amisha Patel (* 1975), Schauspielerin
- Abhishek Bachchan (* 1976), Schauspieler
- Isha Koppikar (* 1976), Schauspielerin
- Vivek Oberoi (* 1976), Schauspieler
- Gayatri Joshi (* 1977), Fotomodell und Schauspielerin
- Altaf Tyrewala (* 1977), Dichter und Wirtschaftswissenschaftler
- Rani Mukerji (* 1978), Schauspielerin
- Tanishaa Mukerji (* 1978), Schauspielerin
- Aparna Popat (* 1978), Badmintonspielerin
- Emraan Hashmi (* 1979), Schauspieler
- Harsh Mankad (* 1979), Tennisspieler
- Yukta Mookhey (* 1979), Model und Miss World 1999
- Rajesh Pawar (* 1979), Cricketspieler
- Sandesh Shandilya (* 1979), Sänger, Musiker und Filmkomponist
- Amruta Subhash (* 1979), Schauspielerin und Sängerin
- Mustafa Ghouse (* 1980), Tennisspieler
- Kareena Kapoor (* 1980), Schauspielerin

### 1981–1990

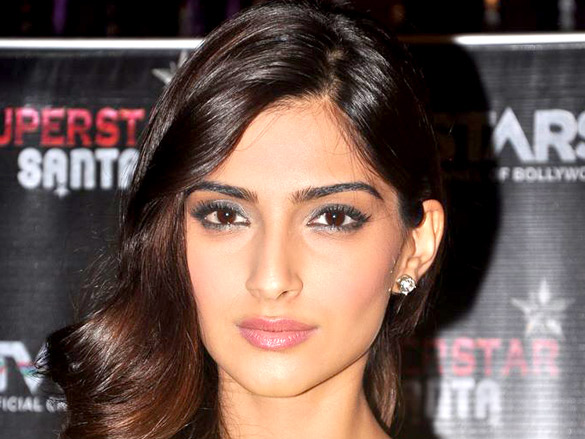
Sonam Kapoor
(* 1985)

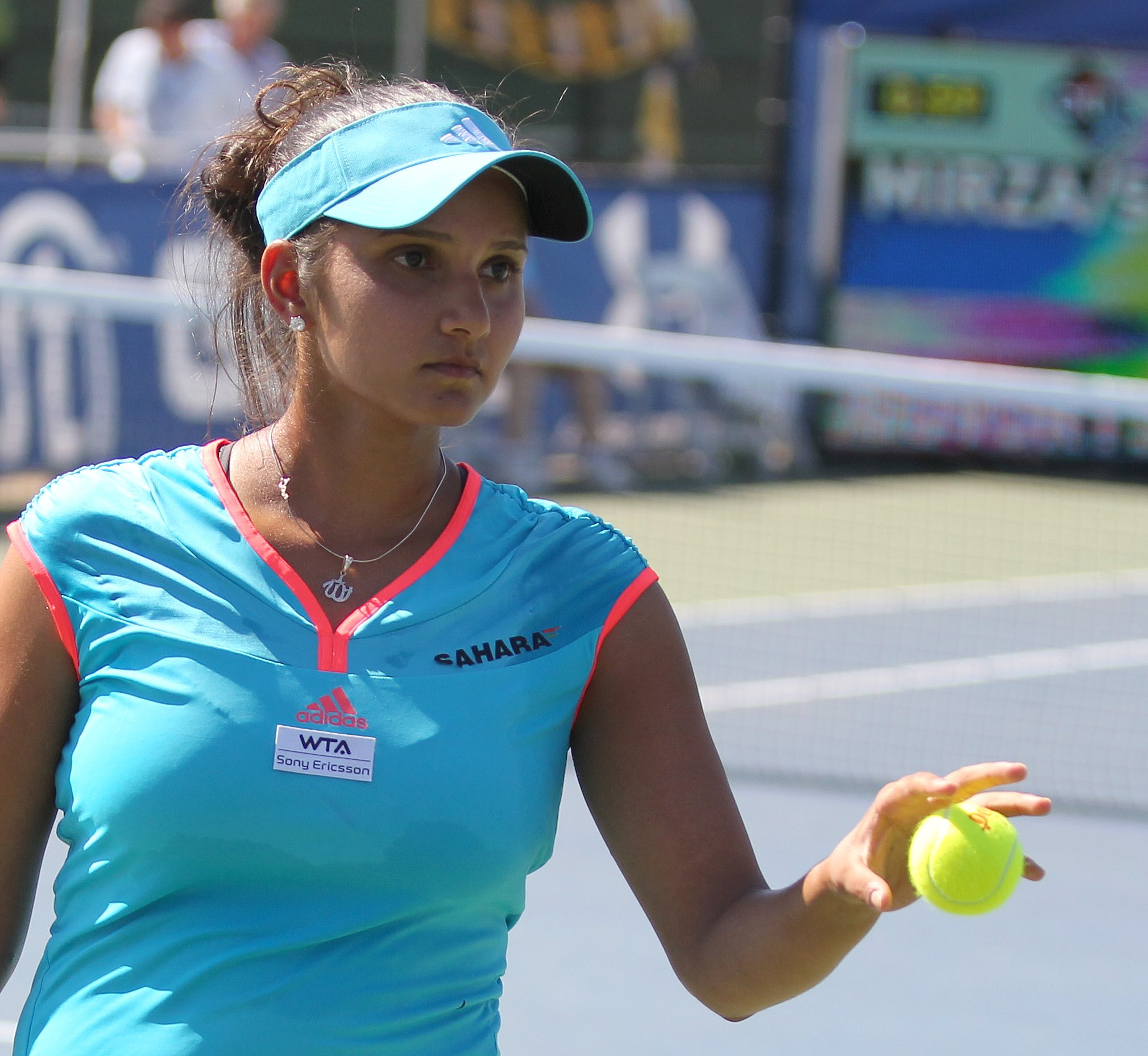
Sania Mirza
(* 1986)

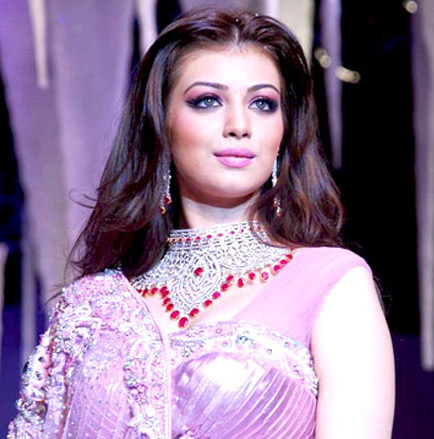
Ayesha Takia
(* 1986)

- Amrita Arora (* 1981), Filmschauspielerin
- Shahid Kapoor (* 1981), Schauspieler
- Ernest van der Kwast (* 1981), niederländischer Journalist und Schriftsteller
- Nazneen Contractor (* 1982), Schauspielerin
- Ranbir Kapoor (* 1982), Schauspieler
- Neil Nitin Mukesh (* 1982), Schauspieler, Produzent und Drehbuchautor
- Pooja Ruparel (* 1982), Bollywood-Schauspielerin
- Roma Agrawal (* 1983), indisch-britische Bauingenieurin und Wissenschaftsautorin
- Steven Dias (* 1983), Fußballspieler
- Sharad Malhotra (* 1983), Schauspieler
- Nishant Mehra (* 1983), Fußballspieler
- Sunkrish Bala (* 1984), indisch-US-amerikanischer Schauspieler
- Freida Pinto (* 1984), Schauspielerin, Moderatorin und Model
- Chinmayi Sripada (* 1984), Sängerin
- Anice Das (* 1985), niederländische Eisschnellläuferin indischer Herkunft
- Sonam Kapoor (* 1985), Schauspielerin und Model
- Aditya Roy Kapur (1985), Schauspieler und Model
- Purav Raja (* 1985), Tennisspieler
- Ranveer Singh (* 1985), Schauspieler
- Siddharth Suchde (* 1985), Squashspieler
- Zoya Agarwal (* 1986), indische Pilotin
- Payal Kapadia (* 1986), Filmemacherin
- Sania Mirza (* 1986), Tennisspielerin
- Anand Pawar (* 1986), Badmintonspieler
- Karan Rastogi (* 1986), Tennisspieler
- Ayesha Takia (* 1986), Schauspielerin
- Ileana D’Cruz (* 1987), Schauspielerin
- Genelia D’Souza (* 1987), Schauspielerin und Model
- Shraddha Kapoor (* 1987), Filmschauspielerin
- Akshay Dewalkar (* 1988), Badmintonspieler
- Mayookha Johny (* 1988), Leichtathletin
- Kruttika Nadig (* 1988), Schachspielerin
- Vikram Malhotra (* 1989), Squashspieler
- Punam Raut (* 1989), Cricketspielerin
- Bhavna Ruparel (* 1989), Bollywood-Schauspielerin
- Raju Gaikwad (* 1990), Fußballspieler
- Suryakumar Yadav (* 1990), Cricketspieler

### 1991–2000
- Rohit Mirza (* 1991), Fußballspieler
- Saurabh Netravalkar (* 1991), Cricketspieler
- Anjali Anand (* 1992), Schauspielerin

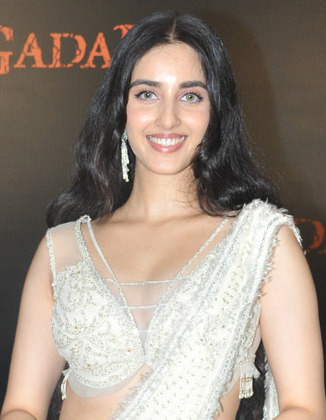
Simrat Kaur
(* 1997)

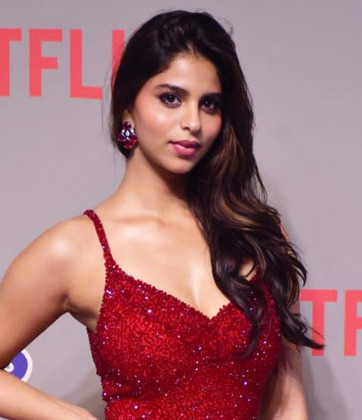
Suhana Khan
(* 2000)

- Maple Batalia (1992–2011), indisch-kanadische Schauspielerin
- Prajakta Sawant (* 1992), Badmintonspielerin
- Alia Bhatt (* 1993), Schauspielerin und Sängerin
- Amyra Dastur (* 1993), Schauspielerin und Model
- Shivam Dube (* 1993), Cricketspieler
- Mohit Mayur Jayaprakash (* 1993), Tennisspieler
- Ashna Zaveri (* 1993), Schauspielerin
- Shreyas Iyer (* 1994), Cricketspieler
- Mahesh Mangaonkar (* 1994), Squashspieler
- Prachi Bansal (* 1995), Schauspielerin
- Jiya Shankar (* 1995), Schauspielerin
- Kavya Thapar (* 1995), Schauspielerin
- Tanay Chheda (* 1996), Schauspieler
- Mohini Dey (* 1996), Musikerin
- Siddhi Idnani (* 1996), Schauspielerin
- Smriti Mandhana (* 1996), Cricketspielerin
- Natasha Bharadwaj (* 1997), Schauspielerin
- Simrat Kaur (* 1997), Schauspielerin
- Chirag Shetty (* 1997), Badmintonspieler
- Jehan Daruvala (* 1998), Automobilrennfahrer
- Shivangi Joshi (* 1998), Schauspielerin
- Daksha Nagarkar (* 1998), Schauspielerin
- Ananya Panday (* 1998), Schauspielerin
- Taruni Sachdeva (1998–2012), Schauspielerin
- Ayush Tandon (* 1998), Schauspieler
- Malvika Sharma (* 1999), Schauspielerin
- Khushi Kapoor (* 2000), Schauspielerin und Model
- Suhana Khan (* 2000), Schauspielerin
- Ayush Mahesh Khedekar (* 2000), Nachwuchsdarsteller
- Jemimah Rodrigues (* 2000), Cricketspielerin
- Radha Yadav (* 2000), Cricketspielerin

## 21. Jahrhundert
- Veer Chotrani (* 2001), Squashspieler
- Kreishh Gurbaxani (* 2002), Snookerspieler
- Kashika Kapoor (* 2002), Schauspielerin
- Ayesha Khan (* 2002), Schauspielerin
- Rasha Thadani (* 2005), Schauspielerin

## Geburtsjahr unbekannt
- Moses S. Charikar (* 20. Jh.), indisch-US-amerikanischer theoretischer Informatiker
- Datta Dalvi (* 20. Jh.), Politiker